# Абу'л-Саад аль-Хасан
Абу'л-Саад аль-Хасан (араб. أبو سعد الحسن; д/н — 1253) — 17/18-й шаріф й емір Мекки у 1250—1253 роках. Боровся проти Расулідів, спираючись на Аюбідів. Відомий також як Аль-Хасан I.

## Життєпис
Походив з гілки правлячої династії Хасанідів — бану-катада. Онук шаріфа й еміра Катади ібн Ідріса. Син Алі та ефіопської рабині. Ймовірно у 1222 році втік з Мекки разом зі стрийком — шаріфом Хасаном. Після смерті останнього у 1226 році оголошений новим шаріфом. Перебрався з Багдаду до Каїру, під опіку султана аль-Каміля.
Втім Мекку в цей час контролював Аль-Мансур Умар, якого аль-Масуд Юсуф з династії Аюбідів, намісник Ємену, призначив еміром Мекки. У 1228 року його змінив Хашам ад-Дін Якут, який ймовірно 1229 року отруїв аль-Масуда Юсуфа. Весь цей час Абу'л-Саад аль-Хасан намагався здобути підтримку для повернення фактичної влади в Мецці. Натомість отримав від аль-Каміля титул еміра Янбу.
1232 року аль-Мансур Умар, який заснував на той час державу Расулідів в Ємені, повалив Хашам ад-Діна Якута, поставивши шаріфом Мекки Раджі ібн Катада, стрийка Абу'л-Саад аль-Хасан. В свою чергу останній отримав загін від єгипетського султана для відвоювання Мекки і Хіджазу. Проте він зазнав невдачі. Тоді 1235 року емір Джуґріл отримав наказав від аль-Каміля поставити на трон Абу'л-Саад аль-Хасана. Війна тривала до 1238 року, але без особливого успіху.
1242 року проти Абу'л-Саад аль-Хасана виступив аль-Мансур Умар, змусивши того здати Янбу. Натомість він отримав невеличке володіння в Ваді-Марр. Ситуація змінилася у 1249 році, коли загинув аль-Мансур Умар. 1250 року Абу'л-Саад аль-Хасанза підтримки племені зубайд переміг Ібн аль-Мусаїба, еміра-намісника від Расулідів. Оголосив про вірність султану мамлюкському султану Айбеку. 28 жовтня або листопада 1253 року був вбитий своїм стриєчним братом Джаммазом ібн Хасаном.